# نادي القدس التازي
جمعية القدس الرياضي التازي  المعروف اختصارا بالقدس التازي هو نادٍي رياضي مغربي من مدينة تازة. يمارس في دوري الدرجة الثالتة المغربي، تأسس النادي سنة 1998. يوجد في المدينة ناد آخر هو الجمعية التازية